# Robert Finch (homme politique)
Pour les articles homonymes, voir Finch.
Robert Hutchinson Finch, né le 9 octobre 1925 à Tempe (Arizona) et mort le 10 octobre 1995 à Pasadena (Californie), est un homme politique américain. Membre du parti républicain, il est lieutenant-gouverneur de Californie entre 1967 et 1969, secrétaire à la Santé, à l'Éducation et aux Services sociaux entre 1969 et 1970 puis conseiller du président entre 1970 et 1972 dans l'administration du président Richard Nixon.

## Biographie
Il est originaire de La Cañada Flintridge (Californie). 
En 1967, il devient après son élection le 38e lieutenant-gouverneur de Californie. Après la campagne présidentielle de Richard Nixon en 1968, il est nommé, en 1969, secrétaire à la Santé, à l'Éducation et aux Services sociaux des États-Unis. Il est le conseiller du président des États-Unis entre 1970 et 1972. En vue des élections sénatoriales de Californie de 1976 (en), il perd lors de la primaire républicaine face à S. I. Hayakawa.